# City of Heroes
City of Heroes er et MMORPG i stil med World of Warcraft. I spillet laver du din egen superhelt, som efter en kort intro, bliver sat løs i den gigantiske by Paragon City. Paragon City er en futuristisk storby, delt op i flere zoner, hver med sin historie og sine fjender.
Spillet er inspireret af tegneserier udgivet af Marvel og DC, og derfor er dine evner også inspireret af tegneserie.
City of Heroes er udviklet af Cryptic studios, og udgivet af NCsoft som også har udgivet spil som Guild Wars og Tabula Rasa, 

## Archetypes
Ligesom i World of Warcraft, findes der forskellige ærketyper, eller klasser, som din helt kan indgå under. Afhængig af hvilken archetype du vælger, vil du kunne vælge forskellige kræfter, ligesom at din post på et eventuel hold vil ændres.

### Tanker
Tankeren er den mest hårdføre archetype, og er som regel den som står i front og afleder fjender fra dens holdmedlemmer. Selv om Tankeren har et højt antal livspoint, giver den desvære meget lidt skade, samtidig med at Tankeren har få til ingen Langdistance angreb. Men ser man bort fra dette kan Tankeren være en meget værdifuld post på et hold.

### Scrapper
Scrapperen står i stærk kontrast til Tankeren, den har meget mindre liv, men kan så også uddele meget mere skade end Tankeren. Kan dog ikke uddele noget langdistance skade af betydning.

### Controller
Controlleren er den mest sårbare spiller et hold kan have. Men hvis den kan holdes i live, er Controlleren uvurderlig. evnen til alt fra at immobilisere fjender, til at lulle dem i søvn eller hensætte dem i en anden dimension, gør at Controlleren nemt kan ændre på oddsne i en kamp.

### Defender
Som titlen antyder, besidder Defenderen den defensive post på et hold. De er meget eftertragtede på mange hold for deres evne til at heale teammedlemmer.

### Blaster
Blasteren er ikke ment til at komme i nævekamp med fjender, og vil sikkert hurtigt dø hvis den kommer i det. Men når Blasteren er på afstand, er den i stand til at uddele enormt store mængder af skade.

### Peacebringers og Warshades
Når du bringer en helt, helt op til level 50, åbnes muligheden for at lave en Peacebringer eller en Warshade. Disse archetypes, dannes ved at fusionere et menneske med en såkaldt Kheldian, en race fra det ydre rum.
| computerspil | Spire Denne computerspilsrelaterede artikel er en spire som bør udbygges. Du er velkommen til at hjælpe Wikipedia ved at udvide den. |